# Vélo (Corinthe)
Pour les articles homonymes, voir Vélo (homonymie).
Vélo, en grec moderne : Βέλο, est une ville et un ancien dème du district régional de Corinthie, en Grèce. Depuis 2010, il est fusionné au sein du dème de Vélo-Vócha.
Selon le recensement de 2011, la population du dème compte 8 061 habitants tandis que celle de la ville s'élève à 3 096 habitants.
Elle est située sur la côte du golfe de Corinthe, à environ 15 km à l'ouest de Corinthe et à 5 km au sud-est de Kiáto. La route nationale grecque n° 8, l'ancienne route Corinthe-Patras, traverse la ville.